# Lecrae
Lecrae Moore (Houston, 9 oktober 1979) is een christelijke hiphopartiest.
Naar eigen zeggen begon hij op acht- of negenjarige leeftijd met rappen. In 2004 verscheen zijn debuutalbum. Met zijn hiphopgroep 116 Clique heeft Moore inmiddels drie albums uitgebracht.

## Discografie
- Real Talk (2004)
- After the Music Stops (2006)
- Rebel (2008)
- Rehab (2010)
- Rehab: The Overdose (2011)
- Church Clothes (mixtape, 2012)
- Gravity (2012)
- Church Clothes: Vol. 2 (mixtape, 2013)
- Anomaly (2014)
- Church Clothes: Vol. 3 (mixtape, 2016)
- All Things Work Together (2017)
- Restoration (2020)